# 化學系
化學系通常是隸屬於理學院下的一個科系，以培養化學領域的研究和應用人才為目標。化學系的相關科系包括應用化學系、生物化學系(或化生，不過是以生物為主)、化學工程學系。化學系的必修科目依各系師資有所不同，通常會有基礎化學（普通化學）、分析化學、無機化學、有機化學及物理化學等為必修的科目。